# 普鲁士起义

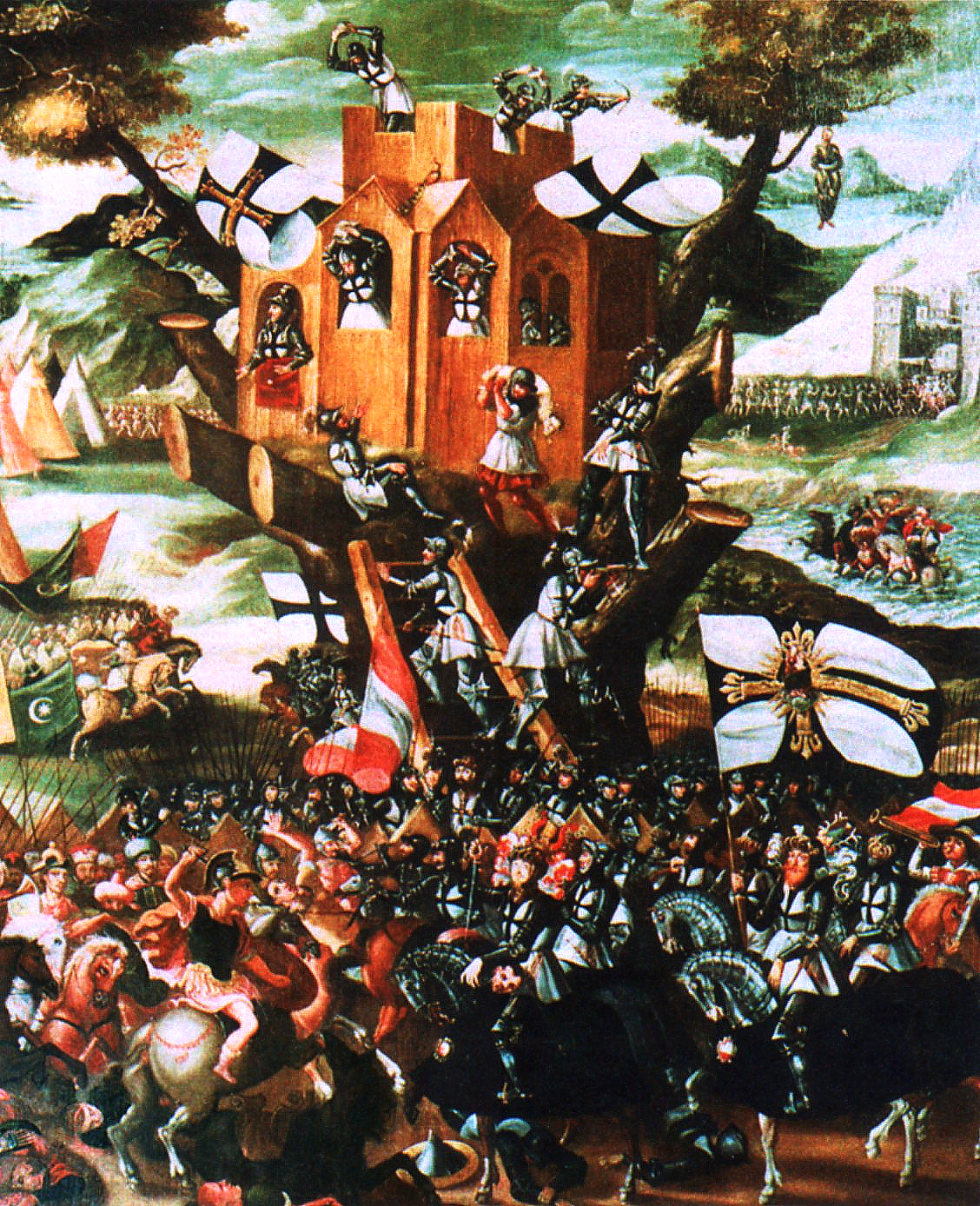
1231年條頓騎士保衛遭到當地異教徒圍攻讀巴姆堡

1200年左右的波罗的部落和普鲁士氏族

普鲁士起义是在13世纪北方十字军入侵时期，波罗的部落之一的普鲁士人为反抗条顿骑士团统治，发起的两次较大的起义和三次较小的暴乱的总称。在诸位教皇和欧洲基督教地区的支持下，十字军军事修士会试图征服信奉异教的普鲁士人，并使这一地区皈依天主教。在十字军的头十年间，七支主要普鲁士氏族当中的五支落入人数较少的条顿骑士团的统治中。但是，普鲁士人五次向他们的入侵者举起反抗的旗帜。
第一次起义得到波美拉尼亚公爵希温托佩乌克二世的支持。普鲁士人起初占据上风，迫使骑士团退守区区五座最为坚固的城堡。但随后局势发生逆转，公爵节节败退，最终被迫与条顿骑士团议和。在希温托佩乌克二世不再支持普鲁士后，教皇英诺森四世的一名高级教士居中调停，双方签订和约。但是，这份和约从未被遵守或实行，在1249年的克吕肯战役后更是如此。
第二次起义被后世称为“大普鲁士起义”，这次起义在1260年，骑士团遭受其在13世纪的最大失利——杜尔贝战役后爆发。这次起义时间最长，规模最大，对条顿骑士团威胁最大。在这次起义中，条顿骑士团再次退守其五座最为坚固的城堡。尽管教皇乌尔班四世多次催促，骑士团的援军迟迟未到，而他们的形势看起来会更糟。但对骑士团而言，幸运的是，普鲁士人缺少团结，步调不一，且援军最终在1265年左右到达普鲁士。普鲁士氏族一个接一个地投降，起义最终在1274年结束。后三次较小的起义则依靠外国援助，一两年内即被镇压。1295年的最后一次起义实际上结束了普鲁士十字军，普鲁士成为了信奉基督教的德语地区，本地的普鲁士人和大量来自德意志的不同邦国的定居者融入其中。

## 背景
| 条顿骑士团入侵时间表 | 条顿骑士团入侵时间表             |
| 年份                 | 普鲁士氏族                       |
| -------------------- | -------------------------------- |
| 1233年–1237年        | 波美萨尼亚人                     |
| 1237年               | 波格萨尼亚人                     |
| 1238年–1241年        | 瓦尔米亚人 纳坦吉亚人 巴尔蒂亚人 |
| 1252年–1257年        | 萨姆比亚人                       |
| 1274年–1275年        | 纳德鲁维亚人                     |

尽管普鲁士人击退了多布林骑士团的早期进攻，但他们遭到多方面的打击：不仅波兰曾挥师普鲁士，俄罗斯人也在普鲁士东南方发起进攻，而条顿骑士团更是从西向东进军于此地，在这种情况下，普鲁士人落入下风。受马佐夫舍公爵康拉德一世之邀，条顿骑士团来到库尔姆兰（海乌姆地区），康拉德一世此前对普鲁士人发动多次进攻和十字军，但后来请求骑士团保护他免遭普鲁士人报复。条顿骑士团当时致力于圣地的十字军，因而仅在1230年抵达。他们的第一个任务是在维斯瓦河左岸的福格尔桑，也就是在托伦对岸建立基地，一年后完工。在赫尔曼·巴尔克的领导下，骑士团没有重蹈先前骑士团的覆辙，没有向东边的森林腹地推进。他们会沿着主要河流和维斯图拉潟湖修建加强的木堡（后来则用砖石建造），作为进一步扩张的根据地。在1231年至1242年间，骑士团已修建四十座这样的城堡。普鲁士人在攻占城堡上困难很大，因为他们只善在开阔地作战。大多数冲突发生在夏季或冬季。重装骑士无法在融雪或秋雨浸湿的土地上驰骋作战。夏季的军事行动最为危险，因为骑士团会立刻在被征服地区建设新城堡。在十年间，骑士团的战术被证明是成功的，七个主要的普鲁士氏族中的五个被人数较少的条顿骑士团统治。但是，普鲁士人会向这些入侵者发起反击，在接下来的五十年内发起五次起义。

## 第一次普鲁士起义（1242–1249）

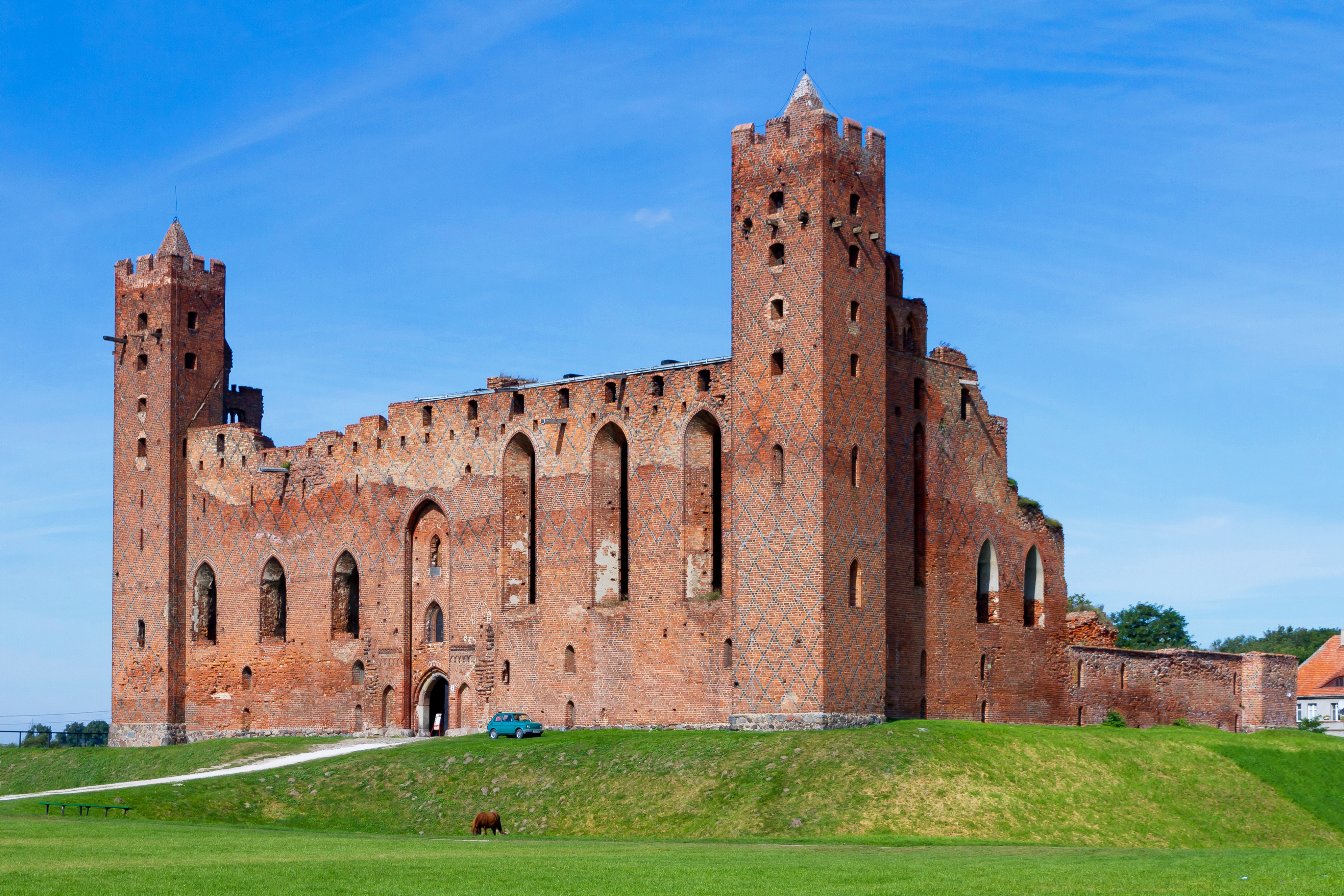
雷登条顿城堡遗址（现拉曾-赫乌明斯基），五座没被普鲁士人攻占的城堡之一

第一次普鲁士起义由三起主要事件所引发。第一、条顿骑士团在1242年4月楚德湖战役中败给亚历山大·涅夫斯基。第二、波兰南部在1241年被蒙古铁蹄蹂躏；波兰在列格尼卡战役中战败，条顿骑士团失去了其中一个经常提供部队且最可靠的盟友。第三、波美拉尼亚公爵希温托佩乌克二世正在与骑士团作战，后者支持前者的兄弟登上公爵之位，将前者轰下台。这已暗示，骑士团的新城堡在维斯瓦河沿岸的贸易上，与公爵的领地存在竞争。一些历史学家不加怀疑地接受了希温托佩乌克-普鲁士联盟的说法，但其他人对此更加谨慎。他们指出，这些历史资料出现在条顿骑士团的文献上，而且骑士团很可能是要煞费苦心地说服教皇发动不仅针对异教徒普鲁士人，也针对基督徒公爵希温托佩乌克二世的十字军。
普鲁士人包围条顿骑士团的城堡，试图将它们都一网打尽，但未能攻下东部纳坦吉亚、巴尔塔和瓦尔米亚地区的埃尔賓和巴尔加；西部的托伦、库尔姆和雷登。1242年12月，骑士团足以攻下萨尔托维茨，这座希温托佩乌克建在维斯瓦河岸上的城堡。希温托佩乌克围攻萨尔托维茨五周，但未能让他收复这座城堡，希温托佩乌克损失九百余人。1243年春，希温托佩乌克又失去纳克尔（诺泰奇河畔纳克沃），这座城堡控制诺泰奇河（內茲河）贸易。在重重失利下，公爵被迫签订短期和约。1243年夏，普鲁士人在约特温吉亚人的协助下突袭库尔姆兰(海乌姆地区)，并在归途中，于6月15日在奥萨河岸击败追击的条顿骑士团。四百名左右的条顿骑士团士兵战死，其中还包括他们的主帅。希温托佩乌克在这次胜利的鼓舞下，聚集二千人的军队围攻库尔姆，但未成功。

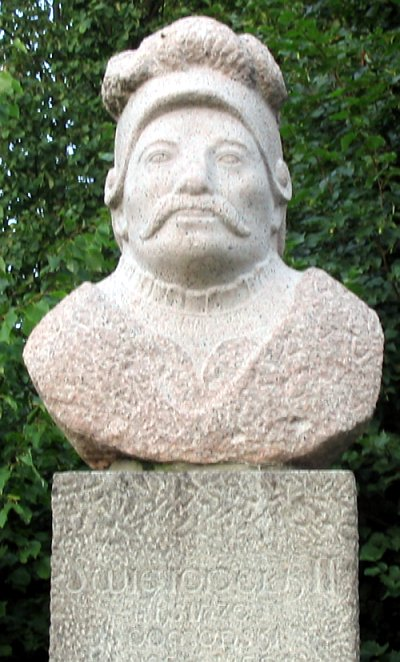
波美拉尼亚公爵希温托佩乌克二世像，位于奥利瓦一公园

条顿骑士团试图建立反希温托佩乌克阵线：马佐夫舍公爵获得普鲁士、大波兰公爵得到纳克尔、而希温托佩乌克的兄弟希望重获他们继承到的遗产。希温托佩乌克在赞蒂尔修筑城堡，那里诺盖河从维斯瓦河分出；他也建立一条从埃尔布隆格出发，到巴尔加的封锁线。在这座城堡受到条顿骑士团攻击时，封锁线也被柯克船突破。在1245年末，希温托佩乌克的军队在希维切惨败，在1246年初再次遭受重创，其中一千五百名波美拉尼亚士兵战死。希温托佩乌克二世请求停战，而英诺森四世派其高级教士列日的雅各，也就是后来的乌尔班四世处理和谈的问题。但是，1247年条顿骑士团援军抵达普鲁士，战火被重燃。1247年平安夜，骑士团包围并攻下波美萨尼亚的一座主要要塞，后来他们将这座要塞命名为基督堡（杰日贡），新近抵达的梅森边疆伯爵亨利三世征服波格萨尼亚人。希温托佩乌克进行反击，并摧毁基督堡，但骑士团又异地重建了基督堡。不论是普鲁士军队，还是希温托佩乌克的军队都未能攻占新城堡。勃兰登堡边疆伯爵奥托三世突袭瓦尔米亚和纳坦吉亚，迫使原住民投降。 
1247年开始的和谈成效寥寥，但新的和谈被安排在1248年9月，和约在1248年11月24日获签署。希温托佩乌克被迫将从他的兄弟那里取得的土地归还，允许条顿骑士团在他的领地通行，停止向在维斯瓦河上航行的船只征收通行费，不再向普鲁士人提供任何援助。 普鲁士人在1249年2月7日被迫签署基督堡条约。这份条约向近来皈依的基督徒提供人身自由和权利。这份条约正式地结束了起义，但到了1249年11月，纳坦吉亚人仍然在克吕肯战役中与骑士团作战，并击败后者。小冲突持续至1253年，有些文献将这一年记为起义结束的时候。从这一点来说，这份条约不再有政治效力，但仍是一份令人感兴趣的历史文献。

## 大普鲁士起义（1260–1274）

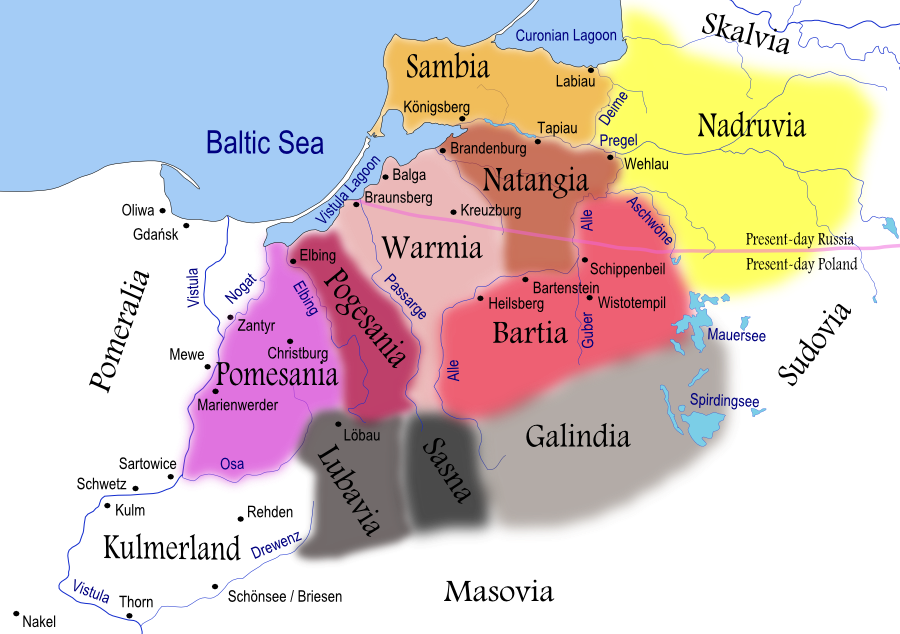
13世纪的普鲁士氏族

第二次起义（大普鲁士起义）简图

### 准备和战术
大起义发生在1260年9月20日。这场起义的导火索是杜尔贝战役，这场战役中立陶宛和萨莫吉希亚军战胜利沃尼亚骑士团和条顿骑士团联军。因为这场起义遍及普鲁士各地，每个氏族都推选一位首领：萨姆比亚人推选格兰德、纳坦吉亚人推选赫尔库斯·蒙特、巴尔蒂亚人推选迪瓦努斯、瓦尔米亚人推选格拉佩、而波格萨尼亚人推选奥克图梅。未参与起义的氏族是波美萨尼亚人。起义也得到了索多维亚人首领斯卡尔曼塔斯的支持。但是，起义方并没有领导人来协调各路义军的行动。赫尔库斯·蒙特在德国受过教育，称为诸位领袖中最著名也最成功的一个，但他也只领导纳坦吉亚人。
普鲁士人包围了诸多骑士团所修建的城堡，不能向西边派兵作战。普鲁士人并不熟悉西欧的攻城战术与器械，而是主要依靠攻城要塞，切断通往城堡驻军的补给线。条顿骑士团不能发动大军向饥饿的驻军提供补给，小城堡开始陷落。这些城堡通常被摧毁，普鲁士人只驻扎在几个城堡中， 其中最著名的一个是黑尔斯堡（利兹巴尔克-瓦尔明斯基），这是因为他们缺少保卫其占领城堡，并向驻军提供食物和补给的技术。1261年8月，列日的雅各（曾在第一次起义后议定基督堡条约）被选为教皇，也就是乌尔班四世。他对普鲁士事务十分清楚，尤为支持条顿骑士团，在短短三年的教皇生涯中，他曾发出二十二份教宗诏书，请求援军支援条顿骑士团。但是，援军迟迟未至，因为波兰和德意志的公爵忙于自身事务，而利沃尼亚骑士团正在镇压瑟米加利亚人起义。 

### 早期普鲁士的胜利

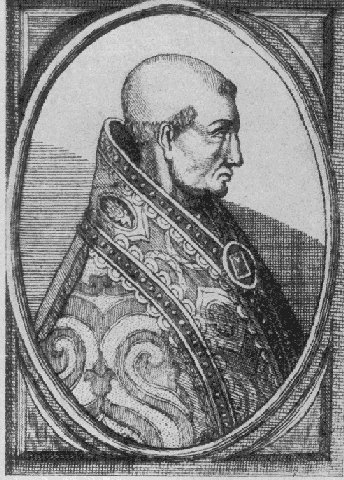
乌尔班四世（1261年-1264年）尤其支持条顿骑士团在普鲁士的活动，他在第一次普鲁士起义后以教皇特使的身份出席基督堡条约的谈判

条顿骑士团的第一路援军在1261年初抵达，但在1261年1月21日的波卡尔韦斯战役中被赫尔库斯·蒙特击溃。于利希公爵威廉七世率领另一路援军从莱茵兰出发，并在1262年抵达，亚历山大四世曾责成他履行在普鲁士十字军的服役义务。这支军队破了柯尼斯堡之围，但就在回乡之时，萨姆比亚人重新围城，并得到赫尔库斯·蒙特与其麾下的纳坦吉亚人的支援。赫尔库斯随后负伤，纳坦吉亚人也撤退了，只剩下萨姆比亚人继续围城，但他们无法断掉通往要塞的补给线，围城最终失败。普鲁士人在攻占更深入普鲁士地区的城堡时战果更大（韦劳（现加里宁格勒州兹纳缅斯克）除外），骑士团退守巴尔加、埃尔宾、库尔姆、托伦和柯尼斯堡这区区五座要塞。大多数城堡在1262年到1263年间陷落，而巴尔腾斯泰因在1264年失守。普鲁士人将夺得的城堡尽数摧毁，而不是用它们来巩固自身防卫，因此围城胜利后，普鲁士大军不必待在自己家乡附近，可以自由地向普鲁士其他地区调度， 突袭库尔姆兰和库亚维亚。
1263年，伤愈的赫尔库斯·蒙特率大军突袭库尔姆兰，并得到大批俘虏。在回到纳坦吉亚的路上，赫尔库斯和他的手下与敌军一支分遣队遭遇，由此爆发洛保战役，普鲁士军杀死四十名骑士，其中包括条顿骑士团团长和主帅。普鲁士人也得到立陶宛人和索多维亚人的支援。1262年夏，特莱尼奥塔和斯瓦尔恩进攻马佐夫舍，杀死公爵谢莫韦特一世，并突袭库尔姆兰，激起波格萨尼亚人参与起义。但是，因为明道加斯遇刺身亡，随后立陶宛政局动荡，立陶宛人未能参与之后的战役。索多维亚人的首领斯卡尔曼塔斯分别在1263年和1265年突袭库尔姆。

### 转折点

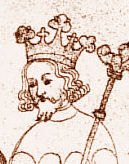
波希米亚国王奥托卡尔二世二度参与普鲁士十字军：第一次在1254年，那时他建立了柯尼斯堡，第二次是在1267年帮助镇压大普鲁士起义

1265年成为起义转折点：更多支援条顿骑士团的援军抵达普鲁士，并且萨姆比亚投降。普列戈利亚河上的条顿骑士团城堡柯尼斯堡和韦劳将这一地区与普鲁士的其他地方割裂开来。补给通过海路运往柯尼斯堡，同时这座城堡被用作基地用于向周边的萨姆比亚地区发动突袭。利沃尼亚骑士团将军队送往柯尼斯堡，联军在一场决定性战役中战胜萨姆比亚人，迫使萨姆比亚人投降。1265年，两路援军从德意志出发抵达普鲁士，这两支军队分别属于不伦瑞克公爵阿尔布雷希特和邁森边疆伯爵阿尔伯特二世，但未完全达到预期效果。1266年，勃兰登堡共治者奥托三世和约翰一世在巴尔加和柯尼斯堡之间的纳坦吉亚地区建造城堡，命名为勃兰登堡（1945年后更名为乌沙科沃）。由于天气恶劣，他们并未向普鲁士发起军事行动。
当公爵们返乡时，勃兰登堡被格拉佩和麾下的瓦尔米亚人夺得。就在下一年，奥托回去重新修建城堡。但是，约翰和奥托双双在1267年末去世，而奥托的儿子也在一次骑士比武中身亡。接下来的勃兰登堡公爵并不和他们的前任一样支持骑士团。1266年，第一次普鲁士起义的支持者希温托佩乌克公爵去世，他的儿子梅斯特温和瓦尔齐斯瓦夫短暂地加入普鲁士一方。1267年，波希米亚国王奥托卡尔二世终于抵达普鲁士，此前他也曾在1254年参与普鲁士十字军，而教皇乌尔班四世曾承诺将他所能征服的所有普鲁士土地都赐予他。他唯一的贡献就是迫使梅斯特温公爵与条顿骑士团和解。他的大军不能参战，因为早前积雪融化了，而重装骑士在湿润而沼泽丛生的春季几乎不能作战。
此时骑士团与普鲁士人主要是在边境地区打游击战。小股军队（由十几人到一百人所构成）向农田、村庄、和岗哨等发动快速突袭。这是阵地战，哪一方都不能击败另一方，但条顿骑士团依靠将来从德意志和欧洲其他地方抵达的援军，而普鲁士人却要消耗本地资源。在1249年克吕肯战役中被俘的条顿骑士团被大规模杀害后，骑士团拒绝与普鲁士人对话。而普鲁士人也不能协调各路义军，制定共同策略：每个部落都有自己的首领，而无一人指挥众人。纳坦吉亚人不得不对巴尔加、勃兰登堡、韦劳和柯尼斯堡的进攻严加关照，而瓦尔米亚人受到基督堡和埃尔宾驻军的威胁。这样看只有迪瓦努斯和他麾下的巴尔蒂亚人能继续在西部作战。他们每年都对库尔姆发起较小规模的远征。

### 起义结束

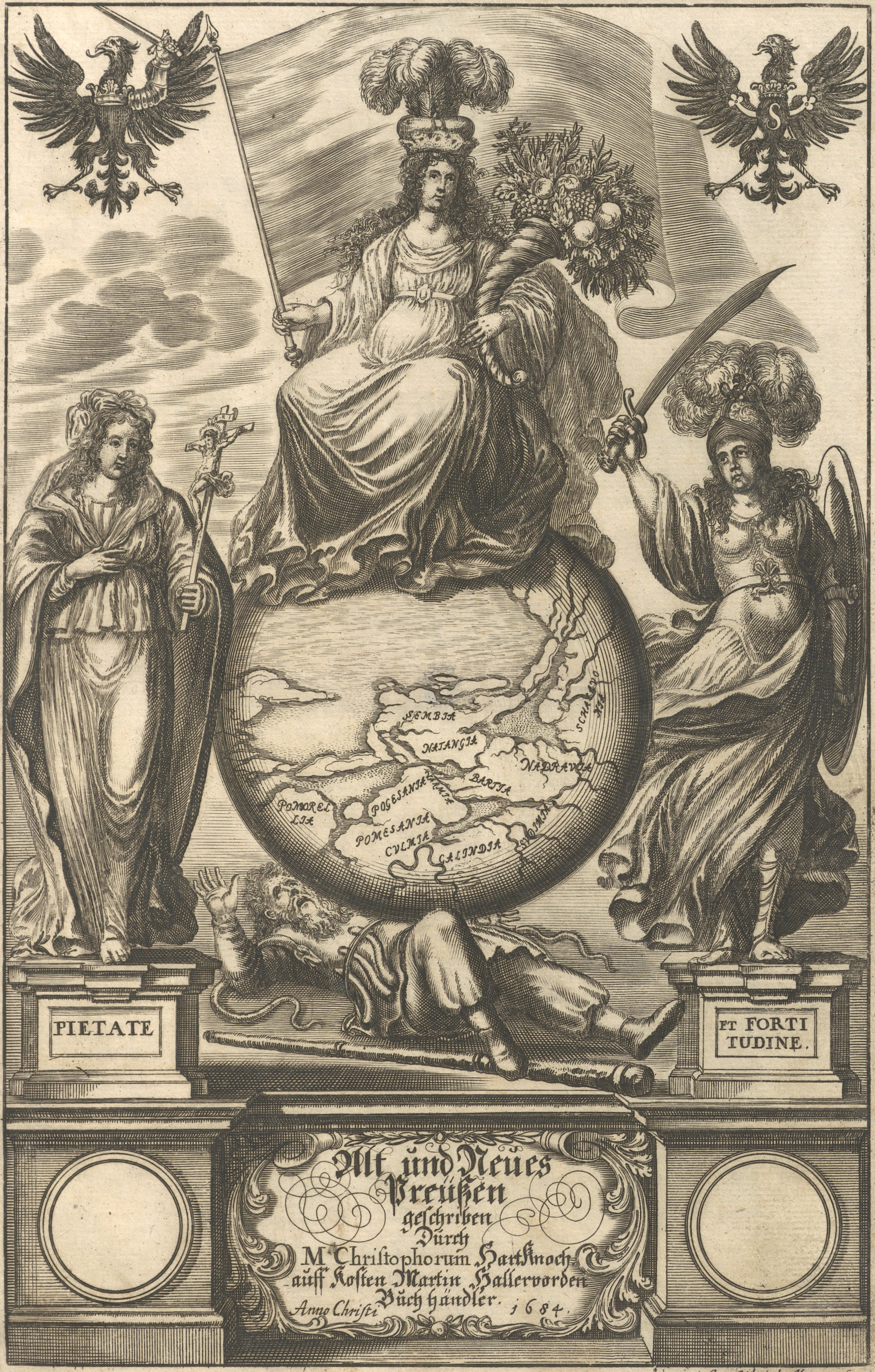
一份后世描述条顿骑士团在普鲁士的胜利的插图：一位普鲁士原住民被取胜的条顿骑士踩在脚下（克里斯托弗·哈尔特克诺赫绘于1684年）

1271年，普鲁士连同波格萨尼亚人首领林卡组织一次较大攻势。巴尔蒂亚人和伯格萨尼亚人包围一座边境城堡，但是被从基督堡到来的骑士团挡开。试图逃离战场的普鲁士人加入他们的骑兵队伍，而骑士团在达尔古内河（杰日贡河）扎营，封锁起义军撤退线路的终点。在晚上十字军撤离过夜时，普鲁士人兵分两半，一半在路远处渡河试图从后面对骑士团发动突袭，而另一半直接渡河而去，两路将骑士团包围。在帕甘斯丁战役中，十二名骑士和五百多名士兵战死。普鲁士人立即攻打基督堡，几乎就要将其攻下。当骑士团骑兵从埃尔宾抵达时，普鲁士人仍在周围掠夺财物。而在骑兵离开战场时，已有很多普鲁士人被杀。尽管遭受如此损失，迪瓦努斯随后归来，并封锁通往基督堡的道路，希望借此使城堡内人员受到饥饿之苦。迪瓦努斯在1273年围攻申塞（万布热日诺）的一个小岗哨时被杀。
在1271年末，1272年初的冬季，伯爵狄特里希二世率领骑士团的援军从梅森抵达。这支援军入侵纳坦吉亚，并围攻了纳坦吉亚的一座无名城堡。这次进攻使一百五十余名十字军战士丧生，但纳坦吉亚的抵抗被削弱，这个地方被夷为平地。赫尔库斯·蒙特带领一小群手下被迫撤退到南普鲁士的森林中。不到一年，他最终被俘，处以绞刑。最后一名普鲁士人领袖，瓦尔米亚人首领格拉配，在他围攻勃兰登堡（现乌沙科沃）时被骑士团从后方突入，最终被绞死。最后一支仍在反抗的部落时波格萨尼亚人，他们对埃尔宾发起一次令人惊讶的突袭，并伏击了其中的驻军。1274年，骑士团为报这遭突袭之仇，进行一次大远征，占领位于海尔斯堡（利兹巴尔克-瓦尔明斯基）的起义军司令部，结束整场起义。
骑士团进行重建工作，加固了被普鲁士摧毁的城堡。很多普鲁士人逃到索多维亚或立陶宛，或被强制迁徙。很多自由农沦落为农奴。当地贵族被迫皈依天主教，将家族成员押为人质，只有少数得到特权恢复贵族地位。从1274年到1283年，条顿骑士团又征服了斯卡尔维亚人、纳德鲁维亚人和索多维亚人（约特温吉亚人）。

## 後續起义与影响

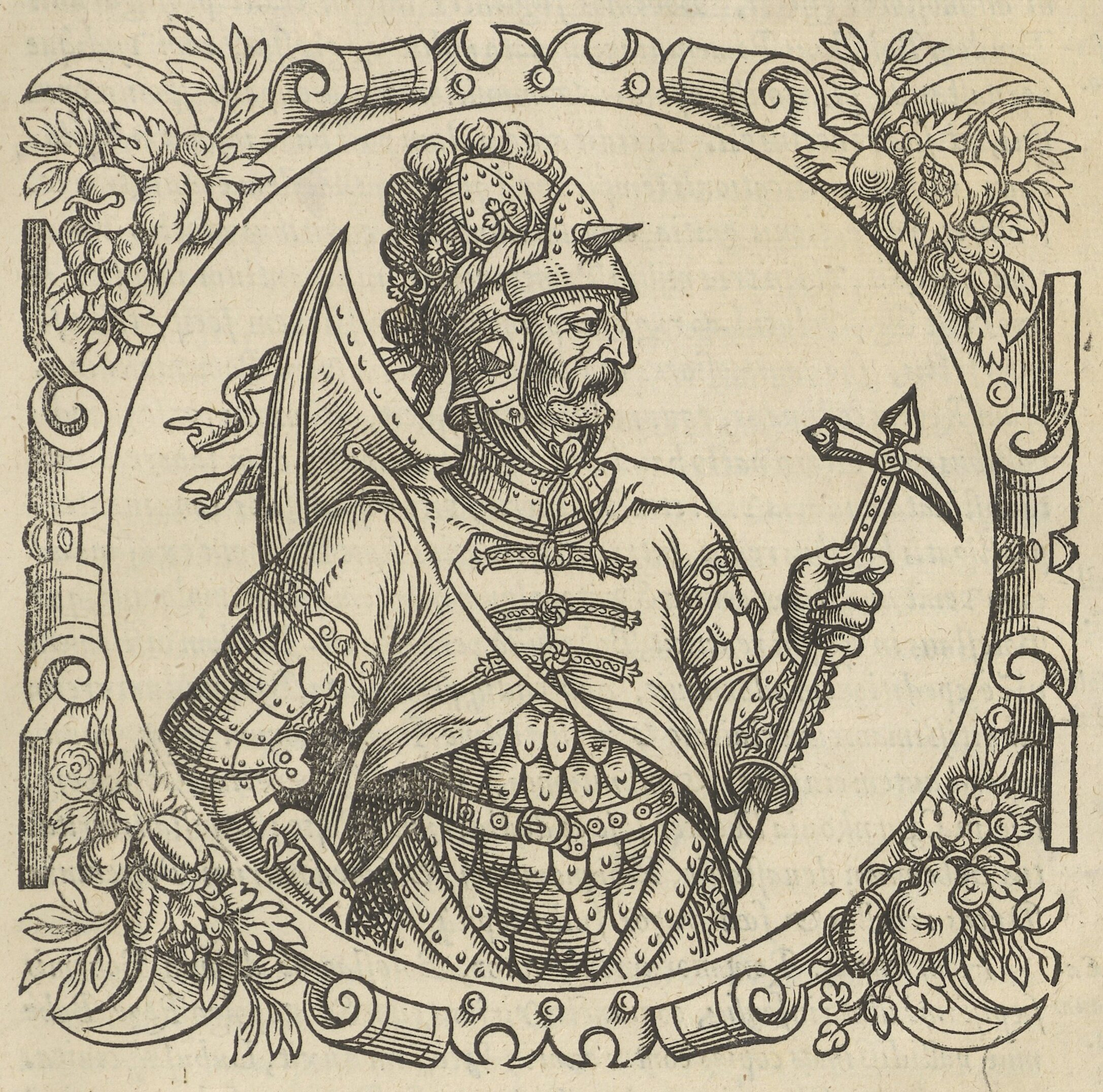
立陶宛大公维特尼斯，1295年普鲁士人希望他能帮助他们击败条顿骑士团

大起义后，普鲁士人由多次发动起义反抗骑士团，但这些起义规模远远小于大起义，对条顿骑士团并无实质威胁，而骑士团则会致力于进一步的征服。史学家对起义的次数莫衷一是，从二起到三起都有说法。这些起义不到一年或两年就被镇压，体现普鲁士部落已精疲力竭，分崩离析。1276年的第3起起义由索多维亚人首领斯卡尔曼塔斯激起，他成功地突袭了骑士团的土地。第二年，他在立陶宛人的帮助下，率四千人进入库尔姆兰。在萨姆比亚长官希奥多里克说服萨姆比亚人不参加起义，纳坦吉亚人和瓦尔米亚人也已经皈依基督教，保证向骑士团效忠的情况下，起义未能扩大。波格萨尼亚人独自坚持战斗，但被镇压。幸存者和他们的巴尔蒂亚首领逃到立陶宛大公国的格罗德诺，在那里他们与在大起义后流亡至此的巴尔蒂亚人、斯卡尔维亚人和所有纳德鲁维亚人会合。
普鲁士最后两次摆脱条顿统治的尝试则依靠那些与骑士团为敌的外国势力。前者，也就是1286年的第四次普鲁士起义，依赖吕根公爵的帮助，他是希温托佩乌克的孙子。这一计划不久即被暴露，其后果则由巴尔蒂亚人和波格萨尼亚人承担。1295年，最后一次起义爆发，这次起义只有纳坦吉亚人和萨姆比亚人参加，且依靠立陶宛大公维特尼斯的帮助。起义军出人意料地攻占了巴爾滕施泰因（巴尔托希采），并一直打到柯尼斯堡，但其从来不是重要威胁。到那个时候，普鲁士贵族早已皈依基督教，并支持条顿骑士团，其程度甚至到了农民会先杀了他们之后才攻击骑士团的地步。 
这最后一次尝试实际上为普鲁士十字军画上句号，骑士团关心于征服萨莫吉希亚和立陶宛。立陶宛历史学家指出，是普鲁士的激烈抵抗为新生的立陶宛国家赢得时间，使其得以成熟并稳固根基，并因此才能以最小的领土损失的代价，经受住百年的十字军，在格伦瓦德之战国力达到巅峰。德意志殖民者移民至普鲁士，使其人口得到恢复，在16世纪后日耳曼人的人数最终超过原住民。据估计，在公元1400年左右，普鲁士人有十万人，占了普鲁士总人口的一半左右。普鲁士人被德意志化，并遭到同化，最终在16世纪后的某个时间灭绝。人们相信普鲁士语在18世纪的某个时间灭绝。